# Стиффелио
Стиффелио (ит. Stiffelio) — опера в трёх актах Джузеппе Верди по либретто Франческо Мария Пьяве.

## История
Либретто написано Пьяве по поставленной в 1849 году пьесе французских драматургов Эмиля Сувестра и Эжена Буржуа «Le pasteur, ou L'évangile et le foyer» (Пастор или Библия и дом). Первая постановка оперы состоялась 16 ноября 1850 года в Триесте, в Театро Гранде. Длительность её составила 110 минут. В связи с тем, что цензура потребовала изменить ряд положений оперы, Верди и Пьяве пришлось через 7 лет значительно переработать это произведение. Так, после прошедшей в 1848—1849 годах в Италии и Австрии революций и наступившей затем реакции цензурный комитет проявлял особую строгость. В связи с тем, что в Италии было немыслимо представить себе женатого священника, Верди ещё до премьеры в 1850 году должен был превратить своих главных героев, пасторов Стиффелио и Йорга, в сектантов-проповедников. Были изменены и некоторые реплики действующих лиц.
Лишь в конце 1960-х годов в библиотеке Неаполитанской консерватории были обнаружены листы оригинальной записи Стиффелио. Её первая, неизменённая постановка состоялась 26 декабря 1968 года в пармском Театро Регио.

## Действующие лица
- Стиффелио (Родольфо Миллер), протестантский пастор — тенор
- Лина, его жена, дочь Штанкара — сопрано
- Доротея, кузина Лины — меццо-сопрано
- Штанкар, старый полковник, имперский граф — баритон
- Йорг, протестантский пастор — бас
- Рафаэле фон Леутольд, дворянин — тенор
- Федерико фон Френгель, кузен Лины — тенор
- Слуга Фриц — немая роль
- Друзья графа и приверженцы Стиффелио — хор и статисты.

## Содержание
Действие оперы происходит в Германии в XIX веке. Стиффелио, протестантский священник, из-за угроз со стороны не названных врагов, вынужден был бежать под именем Родольфо Мюллера и искать убежище у графа Штанкара. Он сам — известный проповедник и женат на дочери Штанкара, Лине. Во время странствований Стиффелио её соблазняет негодяй Рафаэле фон Леутольд.

### Первый акт
В замке Штанкара
Священник Йорг в нетерпении ожидает возвращения Стиффелио, так как братья по вере срочно нуждаются в его совете. Когда в комнате появляется Стиффелио с Линой, в неё входят также Штанкар, Федерико, Рафаэле и Доротея. Стиффелио рассказывает, что восемь дней назад утром один из судовых капитанов наблюдал у окна замка некоего мужчину и рядом с ним выглядевшую безумной женщину. Мужчина вылез из окна и уплыл водным путём. При этом он выронил свой бумажник, который капитан передал Стиффелио. Услышав это, Лина и Рафаэле пугаются, Штанкар же начинает подозревать что-то неладное. Однако Стиффелио не желает читать чужие бумаги и бросает бумажник со всем содержимым в камин, желая таким образом отпустить чужой грех.
Рафаэле шепчет Лине, что он оставит для неё в книге записку. Лина же начинает раскаиваться в измене своему столь благородному мужу. Когда они остаются вдвоём, жалуется Стиффелио супруге, что за время своих странствий проповедника он видел только жадность людскую, бесчеловечность, супружеские измены и притеснения простого народа. Тут он замечает, что в этот день, в годовщину их свадьбы, Лина не надела своё обручальное кольцо. После того, как Штанкар, называя его по-прежнему Мюллером, вызывает к себе для беседы, Лина молится и, полная раскаяния, хочет написать супругу письмо с признанием в своём прегрешении. За этим занятием её застаёт Штанкар, забирает письмо и читает его. Узнав обо всём, он приходит в ярость и обвиняет дочь в том, что она опозорила их род и приказывает ничего не говорить мужу.
В это время Рафаэле кладёт своё письмо, в котором требует от Лины тайной встречи, в одну из её книг. Эта книга попадает в руки Федерико, который передаёт её Стиффелио для его жены. Когда Стиффелио открывает книгу, из неё выпадает это письмо. Его поднимает Штанкар, читает и разрывает в клочья. Затем он вызывает Рафаэле на дуэль в церковном дворе.

### Второй акт
Старое кладбище. Посередине его — крест, слева — церковь.
Лина молится на могиле своей матери и просит её о прощении. Появляется Рафаэле. Женщина просит его вернуть её любовные письма и обручальное кольцо, но тот отказывает. Тут появляется Штанкар с двумя шпагами и отсылает Лину прочь. Рафаэле не желает сражаться до тех пор, пока старик не оскорбляет его. Стиффелио, выйдя из церкви, обнаруживает дуэлянтов и запрещает им сражаться на освящённой земле требуя, чтобы они примирились. Тут появляется и Лина, прося у мужа прощения. Узнав, что Рафаэле является его оскорбителем, Стиффелио намеревается сам с ним биться. Пастор Йорг призывает Стиффелио образумиться, решить дело миром и вернуться к ожидающим его верующим. Ещё полный ярости, Стиффелио, признаёт его правоту, но отказывается простить свою беспутную жену. Когда же Йорг указывает ему на крест посреди кладбища, Стиффелио, как обеспамятев, падает перед крестом на колени.

### Третий акт
Картина 1. Вестибюль с дверьми.
Рафаэле сбежал и прислал Лине письмо, в котором требует, чтобы она следовала за ним. Это письмо попадает в руки к Штанкару. Тот чувствует себя столь обесчещенным, что решает застрелиться, предварительно написав сообщение Стиффелио. Йорг, который искал Стиффелио, встречает Штанкара и рассказывает ему, что выследил Рафаэле и сумел схватить негодяя. Штанкар, почувствовав возможность жестоко отомстить обидчику, забывает о самоубийстве и готовит своему врагу подходящее наказание. Стиффелио же спрашивает Рафаэле, что тот станет делать, если Лина окажется свободной — однако Рафаэле не знает, что ответить. Чтобы добиться какой-нибудь реакции, священник отправляет своего соперника в соседнюю комнату так, чтобы тот мог слышать разговор пастора со своей женой. Стиффелио предлагает Лине развод, показывает соответствующие бумаги, которые она и подписывает. Лина просит разрешения исповедаться перед своим бывшим мужем. Она ему сообщает, что по-прежнему его любит, Рафаэле же лишь использовал и развращал её. Разгневанный Стиффелио собирается расправиться с Рафаэле, однако в этом его опережает Штанкар. Стиффелио и Йорг покидают место, где произошло убийство и направляются в церковь. Лина в отчаянии, так как считает, что её грех никогда не будет ей отпущен.
Картина 2. Внутренняя часть готической церкви с колоннами.
Доротея, Федерико и хор поют псалом о прощении. Штанкар молит Господа отпустить ему его прегрешения. Йорг просит всё ещё растерянного Стиффелио раскрыть Библию. Господь просветит его. Стиффелио открывает Новый Завет на том месте, где Христос прощает блудницу. И священник прощает Лину тоже.